# El ángel rebelde
El ángel rebelde es una telenovela venezolana producida y transmitida por la cadena RCTV entre los años 1978 y 1979. Es original de Pilar Romero, fue dirigida por  Juan Lamata y protagonizada por Mayra Alejandra y Miguelángel Landa.

## Sinopsis
En el barrio "Gato Negro" de Catia, en Caracas, en una pensión preferiblemente para hombres solos, vive Don Humberto, un viejo trabajador que se hizo cargo de la crianza de sus dos nietos, María Soledad, una joven disadaptada que acaba de salir de un correccional, y su hermano, hijos de su hija que murió hace diez años y de un padre del que solo recuerda el apellido. Aceptan a María Soledad en la "Pensión Gato Negro" por Don Humberto.  
Llega a la pensión Alejandro Linares, un médico cirujano, recién salido de la cárcel por un crimen que no cometió, el cual se propone dar una educación a la joven alocada. Frecuentando la escuela donde enseña Alejandro, María Soledad hace una apuesta con sus compañeros de clase de que va a enamorar al profesor. Lo logra y también ella se enamora, pero la joven rebelde y el "viejo" profesor tendrán que superar muchos obstáculos y las malas lenguas de la gente del barrio, antes de coronar su historia de amor.

## Reparto
- Mayra Alejandra - María Soledad
- Miguelángel Landa - Alejandro Linares
- Carlos Olivier - Renato
- Chony Fuentes - Teresa
- Amalia Pérez Díaz - Zoila Soto
- Rafael Briceño - Don Humberto
- Tomás Henríquez - El Búho
- Esther Orjuela - Cecilia
- María Teresa Acosta - Brígida
- Rafael Cabrera - Don José
- Arturo Calderón - Chacón
- Raquel Castaños - Micaela
- Grecia Colmenares - Maigualida
- Alicia Plaza - María de los Ángeles Vargas "La Española"
- Tony Rodríguez - "Tijereta"
- Tania Sarabia - Haydée
- Edgard Serrano - Ratón Pérez
- Zulay García - "La Coco"
- Luis Calderón - Diego Vargas
- Nury Flores - Doña Carmiña
- Víctor Cuica - "Batería"
- Virgilio Galindo - Jorge
- Julio Alcázar - Prof. Mendoza
- Lorenzo Henríquez - "Freno de mano"
- Daniel Alvarado - Moncho
- Martha Olivo - Madre de Moncho
- Karla Luzbel - Guillermina
- Alejandro Mata - Gabriel
- William Moreno - Pascual
- Julio Mujica - "Tuerca"
- Freddy Galavís - Gilberto
- Yajaira Orta
- Julio Gassette - Fucho Salazar
- Julio Jung - Padre
- Yolanda Muñoz - Maritza
- Erick Noriega - "Goyo"
- Perla Vonasek - Marina
- Laura Zerra - Alicia
- Susana Henríquez - Martica
- Gerónimo Gómez - "Volante"